# Checks and Balances
Checks and Balances (zu deutsch Überprüfung und Ausgleich oder Hemmungen und Gegengewichte) bezeichnet ein System zur Herstellung und Aufrechterhaltung staatlicher Gewaltenteilung. Angestrebt wird die gegenseitige Kontrolle von Verfassungsorganen und ein partielles Gleichgewicht der Macht zwischen ihnen. Es gilt als ein Wesensmerkmal des politischen Systems der Vereinigten Staaten.

## Begriff
Das US-amerikanische Prinzip der Checks and Balances wird auch als Gewaltenverschränkung oder Kontrolle und Verflechtung umschrieben. Weitere mögliche Übersetzungen des Begriffs in Deutsche lauten „Kontroll- und Einflussrechte“ und „Konkurrenz und Kontrolle der Machthaber“.

## Verhältnisse in den USA
Dieses Prinzip, das in der Aufklärung 1748 (in Vom Geist der Gesetze, De l'esprit des lois, 1748) von Montesquieu neu aufgegriffen worden ist, wurde 1787 erstmals in der Verfassung der Vereinigten Staaten festgeschrieben.
Die verschiedenen Machtzentren des US-amerikanischen politischen Systems: Kongress – bestehend aus Repräsentantenhaus und Senat –, Präsident und Supreme Court sollen einander kontrollieren und damit verhindern, dass eine der Institutionen mehr Macht gewinnt, als ihr durch die Verfassung zugesichert wird und damit das Machtgleichgewicht zerstört.
Durch Checks and Balances soll das System der Gewaltenteilung aufrechterhalten werden. Dem liegt der Gedanke zugrunde, dass es nicht ausreicht, die Gewalten nur zu trennen und ihnen ihre Unabhängigkeit zu garantieren, sondern man müsse den verschiedenen Gewalten auch die Machtmittel in die Hand geben, die eigenen Interessen zu verteidigen.
So hat einerseits der Präsident das Recht, sein Veto gegen Gesetze des Kongresses einzulegen, das Oberste Gericht wiederum kann diese Gesetze oder Direktiven des Präsidenten für verfassungswidrig erklären und der Kongress schließlich kann sowohl die Richter des Federal Supreme Court als auch den Präsidenten ihrer Ämter entheben (siehe Impeachment) sowie Untersuchungsausschüsse einrichten. Auch innerhalb der Legislative gilt der Grundsatz der Checks and Balances, da Gesetze von zwei verschieden zusammengesetzten Kammern verabschiedet werden müssen. Streitigkeiten und korrupte Gesetze sollen somit ausbalanciert und verhindert werden, wodurch man sich einerseits die ausgeglichene Umsetzung des Volkswillens, andererseits ein stabiles politisches System erhofft. Der Politikwissenschaftler Richard Neustadt, enger Berater mehrerer US-Präsidenten, spricht von „separate institutions sharing power“, von getrennten Institutionen, die aber in der Ausübung von Macht kooperieren müssen, also gegenseitige Unabhängigkeit mit Zwang zur Zusammenarbeit verbinden. Dadurch entsteht jedoch eine auch personelle Verbindung zwischen den Gewalten, die im Sinne Montesqieus eigentlich getrennt bleiben sollen. In der Diskussion um die Ratifizierung der Verfassung der Vereinigten Staaten führte James Madison 1788 in den Federalist Papers Nr. 10 (repräsentative Demokratie in einem großen Flächenstaat als Schutz vor Faktionenbildung), Nr. 47 und speziell Nr. 51 („checks and balances“) den Gedanken weiter aus.

## Abschaffungs- und Aufweichungsversuche
Nach der US-Präsidentschaftswahl 2020 begannen Republikaner im Jahr 2021 in mindestens 16 von ihnen dominierten Bundesstaaten Maßnahmen vorzuschlagen oder zu verabschieden, die die Gewaltenteilung in den USA aufweicht. Die Politikwissenschaftler Francis Fukuyama und Robert Kagan wiesen darauf hin, dass sich Republikaner in den Bundesstaaten, in denen sie regieren, das Recht zusprechen würden, in letzter Instanz darüber zu entscheiden, wer eine Wahl gewonnen hat.

## Deutsches Aktienrecht
Der Begriff wird auch im Rahmen des deutschen Aktienrechts für das Verhältnis von Vorstand zu Hauptversammlung und Aufsichtsrat verwendet. Dieses wird insbesondere durch den gesetzgeberischen Versuch gekennzeichnet, die Organe in ein ausgewogenes Verhältnis zueinander zu stellen. Der systematische Ansatz unterscheidet sich grundlegend vom Recht der Gesellschaft mit beschränkter Haftung (GmbH), bei der die Gesellschafterversammlung den Geschäftsführer einseitig kontrolliert.